# Manaus, Glória de uma Época
Und der Amazonas schweigt (br: Manaus, glória de uma época) é uma coprodução germano-brasileira de 1963, do gênero aventura, dirigida por Franz Eichorn, com roteiro de Helmut M.Backaus. A música original era de Catulo da Paixão Cearense e Remo Usai.

## Sinopse
No Amazonas, um capitão tem que se arriscar e salvar a mulher que alugara seu barco, na busca do pai desaparecido.

## Elenco
- Barbara Rütting... Susanne
- Harald Leipnitz... Pedro
- Oswaldo Loureiro... Green Napoleon
- Cyl Farney... Mario
- Tereza Raquel... Donna Cecilia
- Wilson Grey... The Brute
- Mercedes Batista
- Ângela Bonatti
- J.B. Carvalho
- Telmo de Avelar
- Jaime Filho
- Milton Leal
- Yara Lex
- Luiz Mazzei
- Carlos Miranda
- Alfredo Murphy
- Renato Restier
- Alberto Silva
- Almir Siqueira
- Joffre Soares

## Recepção crítica
Segundo o Lexikon des internationalen Films, foi descrito como um "Filme de aventura primitivo cheio de improbabilidades, que quer criar uma tensão vã com truques de truques de mão baratos."